# Kingvale
Kingvale è un census-designated place (CDP) degli Stati Uniti d'America, situato nello stato della California, diviso tra la contea di Nevada e la contea di Placer.